# Bacino di Šapsug
Il bacino di Šapsug (in russo Шапсугское водохранилище, Šapsugskoe vodochranilišče?) è un lago artificiale situato nel distretto Tachtamukajskij della Repubblica di Adighezia, 3 km a sud-ovest di Krasnodar, in Russia. È stato costruito negli anni 1939-1952 alla foce del fiume Afips.
Il bacino regola il flusso delle piene del fiume e protegge anche dalle inondazioni il corso inferiore del fiume Kuban' (da cui è separato da una striscia di terra). L'acqua del bacino viene utilizzata attivamente per l'irrigazione delle colture agricole. Si trova sulla riva sinistra del fiume Kuban', sul territorio della ex pianura alluvionale di Shapsug, terra ancestrale degli Sciapsughi. La superficie del bacino è di 46 km². Ha una forma rotonda (9 km per 8 km), la profondità media è di 3,5 m. Sulle rive ci sono alcuni villaggi tra cui Afipsip.